# Juan Vieyra
Juan Ignacio Vieyra (ur. 20 kwietnia 1992 w Arrecifes) – argentyński piłkarz występujący na pozycji skrzydłowego, od 2024 roku zawodnik nikaraguańskiego Realu Estelí.